# Callerya sericosema
Callerya sericosema là một loài thực vật có hoa trong họ Đậu. Loài này được Henry Fletcher Hance mô tả khoa học đầu tiên năm 1882 dưới danh pháp Millettia sericosema. Năm 2010, Zhi Wei và Leslie Pedley chuyển nó sang chi Callerya.

## Tên gọi
Tên gọi trong tiếng Trung là 锈毛鸡血藤 (tú mao kê huyết đằng), nghĩa là dây máu gà lông gỉ sắt.

## Mô tả
Cây bụi leo bám, 1,5-2 m. Các cành màu nâu, thon búp măng, lông măng màu gỉ sắt sau nhẵn nhụi. Lá 5 lá chét; trục cuống lá 13-18 cm, gồm cả cuống lá 3-6 cm; phiến lá chét hình mác rộng, 6-10 × 1,8-3 cm với cặp lá chét đáy nhỏ nhất, dạng giấy, mặt xa trục lông măng gỉ sắt, mặt gần trục lông tơ áp ép và khá rậm trên gân giữa và mép lá, đáy tù, đỉnh nhọn tới nhọn thon. Chùy hoa đầu cành, 8-10 cm; cành mang hoa thẳng, lông măng gỉ sắt, các mắt dày. Hoa ~1,7 cm. Tràng hoa màu tím hoa cà tới hồng nhạt; cánh cờ hình trứng, không thể chai ở đáy, mặt ngoài rậm lông lụa. Bầu nhụy có lông măng màu vàng, 5 hoặc 6 noãn. Quả đậu thẳng, 4-10 × đường kính ~1,5 cm, phồng lên, lông măng màu nâu, đỉnh có mỏ. Hạt 1-4 mỗi quả, màu nâu, hình trứng tới dẹt. Ra hoa tháng 6-8, tạo quả tháng 8-10.

## Phân bố
Những nơi thông thoáng hay cây bụi thưa trong thung lũng sông; cao độ 500-1.300 m. Các tỉnh tây Hồ Bắc, Hồ Nam, Quảng Tây, Quý Châu, Tứ Xuyên, đông bắc Vân Nam.